# Crick Lecture
Crick Lecture (em inglês:  Francis Crick Medal and Lecture) é uma palestra prêmio da Royal Society estabelecida em 2003 com uma doação de Sydney Brenner, ex-colega e amigo de Francis Crick. É concedida anualmente em biologia, principalmente nas área em que Francis Crick trabalhou (genética, biologia molecular e neurobiologia), e também para trabalho teórico.

## Lista de lectures
Fonte: Royal Society
- 2003 Ewan Birney sobre Being human: what our genome tells us[1]
- 2004 Julie Ahringer sobre Genes, worms and the new genetics[1]
- 2005 Daniel Wolpert sobre The puppet master: how the brain controls the body[1]
- 2006 Dario Alessi sobre Deciphering disease[1]
- 2007 Geraint Rees sobre Decoding consciousness[1]
- 2008 Simon Fisher sobre A molecular window into speech and language[1]
- 2009 Jason Chin sobre Reprogramming the code of life[1]
- 2010 Gilean McVean[4] sobre 'Our genomes, our history[2]
- 2011 Simon Boulton sobre Repairing the code[2]
- 2012 Sarah Teichmann[5] sobre Finding patterns in genes and proteins: decoding the logic of molecular interactions[2]
- 2013 Matthew Hurles sobre Mutations: great and small[2]
- 2014 Duncan Odom[6] for his pioneering work in the field of comparative functional genomics[2]
- 2015 Robert J. Klose for his research on how chromatin-based and epigenetic processes contribute to gene regulation[1][7]
- 2016 Madan Babu Mohan for his major and widespread contributions to computational biology
- 2017 Simon Myers for transforming our understanding of meiotic recombination and of human population history.
- 2018 Miratul Muqit in recognition of his research on cell signalling linked to neurodegeneration in Parkinson’s disease
- 2019 Gregory Jefferis for his fundamental discoveries concerning the development and functional logic of sensory information processing